# Nationaldemokrati
Nationaldemokrati är ett uttryck, först känt på svenska genom de konservativa ideologerna Rudolf Kjellén och Teodor Holmberg. Uttrycket har under 2000-talet använts av bland annat Nationaldemokraterna och Nordisk Ungdom.

## Nationaldemokrati som begrepp i Sverige

### Ursprung
I sitt föredrag "Svensk nationaldemokrati", hållet i Malmö inför föreningen Sveriges Väl 1906, sökte Teodor Holmberg formulera ett program för en svensk nationaldemokratisk rörelse. Holmberg skilde sig i sitt tänkande från övriga nationellt tänkande skribenter vid denna tid, främst genom att betona vikten av demokratiskt deltagande bland arbetare och andra sämre ställda, genom sin betoning på jämställdhet mellan könen, men även genom att framhålla den kristna trons betydelse.[källa behövs]
År 1908 publicerade Rudolf Kjellén skriften Ett Program: Nationella Samlingslinjer i vilken han lade fram ett realpolitiskt handlingprogram för en nationaldemokratisk rörelse, samt samlade anföranden inför riksdagen, och refererade till "nationaldemokrati" som en ideologisk hållning framsprungen ur unghögerns idévärld.[källa behövs] Kjellén förespråkar här politiskt samförstånd, en nationell samling både genom att eftersträva reformer från politiska högern och göra vänstern mer moderat under nationalitetens gemenskap.[källa behövs] Värdekonservatism, nationell protektionism och en typ av reformär inåtriktad "folkhemsnationalism" är de ideologiska riktlinjer Kjellén framlyfter[källa behövs]; den senare socialdemokratiske partiledaren och statsministern Per Albin Hanssons användning av folkhemsbegreppet är något som ofta framhållits ha sin föregångare i Kjelléns idéer. Kjelléns förhållande till parlamentarismen var emellertid avståndstagande. Istället förordade han en korporativ samhällsmodell, i syfte att överkomma klassmotsättningarna, något som för övrigt skulle realiseras i det fascistiska Italien (tankar på korporativism fanns även inskrivna i de tyska nationalsocialisternas partiprogram från 1920).

### Idag
Dagens användning av "nationaldemokrati" som ideologiskt begrepp emanerar från den utbrytargrupp ur Sverigedemokraterna som 2001 bildade Nationaldemokraterna. Likheterna med den historiska nationalsocialismen till trots definierade Nationaldemokraterna nationaldemokratin som särskiljande från denna genom ställningstagande för, vad man kallar, folkrepresentativ demokrati och att den skulle stödja sig på FN:s deklaration om de mänskliga rättigheterna.[källa behövs] Häri skiljde man sig dock från den etablerade uppfattningen, då begreppet "folk" i nationaldemokratisk mening avser etnicitet. Därav menade man exempelvis att nordeuropéerna bör betraktas som ursprungsbefolkning, med vissa på förhand givna rättigheter. Nationaldemokraterna påverkades dessutom av nyare ideologiska strömningar såsom etnopluralism. Sedan 2014 är Nordisk Ungdom den enda grupp i Sverige som företräder ett nationaldemokratiskt synsätt.

## Partier

### Sverigedemokraterna och Nationaldemokraterna
På 1980-talet existerade under ett par år Nationaldemokratiska partiet som grundades av en falang inom Bevara Sverige Svenskt (dock utan att göra några referenser till Kjellén eller Holmberg).[källa behövs]. 
Sverigedemokraternas program anses ha influerats av Rudolf Kjellén, och utgår närmast från ett stats- och kulturnationalistiskt perspektiv. Nationaldemokraterna betonade i stället kulturnationalism och etnopluralism, bland annat med amerikanen Richard McCullochs rasteorier som utgångspunkt.
Nationaldemokraterna hade inte många politiska sakfrågor gemensamma med de tidigare svenska historiska teoretikerna, men hämtade inspiration från deras vision om nationalism och demokrati som kompletterande element.[källa behövs] Denna fusion ansågs som förutsättningar för varandra, vari statens auktoritet, social reformism, folkrepresentation med inslag av direktdemokrati - vilket inte utesluter inskränkningar i den enskildes demokratiska rättigheter - och värdekonservatism innefattas.[källa behövs]

## Partier i andra länder
I flera länder finns det partier som kallar sig nationaldemokratiska, och som ekonomiskpolitiskt kan förhålla sig olika på den så kallade höger-vänster-skalan, men i princip höra hemma till höger i fundamentala i värde- och moralfrågor. Socialkonservatism anses ligga nära eller ibland innefattas i nationaldemokratins idévärld.[källa behövs]
Nationaldemokratiska partier har ofta divergerande ståndpunkter gällande etnicitetsbegrepp och nationalitet, vilket således kan skifta från betoning av "statsgemenskap" (jfr. fascism) till "blodsgemenskap" (jfr. nationalsocialism).[källa behövs] Kännetecknande är åsikten att homogena nationer med stark värdegemenskap samt så kallad inre solidaritet är den bästa garanten för dessas vision av en fungerande demokrati.[källa behövs] Denna nationella samarbets- och gemensamhetstanken inrymmer ibland likheter med korporativismen.
Nationaldemokratiska partier räknas överlag som högerextrema[källa behövs]. Det råder dock ett visst tomrum gällande vad som skall räknas som ett nationaldemokratiskt parti eller inte. Både nationalkonservativa, socialkonservativa, separatistiska, nationalliberala och så kallade tredjepositionistiska partier har i olika sammanhang definierats som nationaldemokratiska.[källa behövs] Tyska Nationaldemokratische Partei Deutschlands (NPD) är exempelvis en del av det tredjepositionistiska nätverket European National Front, medan det nationaldemokratiska partiet i Nya Zeeland består av konservativa nationalister på liberal-demokratisk grund. Dock kan termen ha helt annorlunda betydelser.[källa behövs]
Dansk Folkeparti definieras oftast som ett socialkonservativt parti med inslag av nationalism och dessa har en vänskaplig relation och utbyte med Sverigedemokraterna[källa behövs], som även de numera kan räknas in i den nya europeiska gruppen av socialkonservativa och nationalkonservativa partier på den liberaldemokratiska statens grund.[källa behövs] Däremot räknas inte egyptiska Nationaldemokratiska partiet in i den europeiska nationaldemokratiska idéfåran.